# Vittorio Emanuele Falsitta
Vittorio Emanuele Falsitta (Milano, 7 giugno 1966) è un giurista, avvocato ed ex politico italiano, membro della Camera dei Deputati dal 2001 al 2006, nonché filosofo.
La sua attività accademica e professionale si caratterizza per un impegno costante nella ricerca, con particolare attenzione ai temi etici legati al diritto e alla filosofia della tecnica.
Nel 2022 è stato ammesso al Sovrano Militare Ordine di Malta, in qualità di Cavaliere di Grazia Magistrale.

## Studi e inizi
Studia giurisprudenza presso l’Università degli Studi di Milano. Dopo il diploma di laurea nel 1991,  consegue il Master di Diritto Tributario all’Università Bocconi e avvia gli studi di diritto tributario.
Fonda il Centro Studi delle Commissioni tributarie milanesi e, con Il Sole 24 Ore, la rivista trimestrale Massimario delle Commissioni Tributarie della Lombardia.
Inizia la professione di avvocato presso lo Studio Maisto & Miscali nel 1992.

## Attività accademica
Dopo un breve periodo di docenza nell’Università Carlo Cattaneo – LIUC, nel 2006  avvia l’attività di insegnamento come professore a contratto di Diritto tributario presso l’Università Europea di Roma. Successivamente insegna Diritto penale dell’economia, condividendo il corso con il professore Mauro Ronco, e ricopre il ruolo di professore straordinario di Diritto tributario.
Fonda il Centro di Ricerca sulla Fiscalità Etica, l’imposizione tributaria e i reati economici (CRF), del quale è Direttore scientifico. Il centro si dedica alla ricerca sulla relazione tra prelievo fiscale, uguaglianza e solidarietà nella società e le sue mutazioni.

## Pensiero e ricerca scientifica
In questo ambito e con tali obiettivi, Falsitta ha progressivamente orientato l’attività di ricerca oltre l’ambito strettamente giuridico, estendendola alla filosofia della tecnica e alla sociologia, con particolare attenzione al peso crescente della Tecnica e delle tecnologie nei processi di produzione e applicazione delle norme e nello sviluppo della società nel suo complesso.
Nel saggio Tassidermia giuridica e reincarnazione (2021), influenzato dall’essenzialismo di Martin Heidegger, dai lavori della Scuola di Francoforte (in particolare Herbert Marcuse) e di Emanuele Severino, Falsitta teorizza la sostituzione dell’inconscio da parte del pensiero tecnico, con il fine di rimuovere ogni concreta mediazione umana all’offerta tecnologica. L’offerta tecnologica deve essere accettata con automatismo.
Nei lavori successivi, in consessi accademici e in articoli su quotidiani nazionali, propone la tesi secondo cui l’uomo, per non essere assoggettato alla Tecnica e riprendere il controllo del proprio pensiero, deve modificare il capitalismo, indebolirlo, eliminandone ogni fattore che determina esternalità sociali negative (corruzione, abusi sul lavoro, evasione fiscale, asimmetria informativa, ecc.). Per questa via, deve utilizzare la tecnologia: la tecnologia, cioè, dovrebbe essere utilizzata per cambiare il capitalismo eliminandone i difetti attraverso l’impiego combinato di strumenti quali l’intelligenza artificiale, i registri bloccati e i software blockchain, per creare un nuovo mercato il cui funzionamento sia stabilito in anticipo dagli stessi attori e reso impermeabile a ingiuste interferenze umane che possano riflettere sulla corretta distribuzione delle risorse. Il capitalismo, così mutato, attenuerebbe la forza e l’influenza plasmatrice della Tecnica, anche sulla mente dell’uomo.
Quanto alla ricerca in diritto e all’attività professionale, oltre ai temi sulle prove nel processo, nel procedimento e nell’accertamento fiscale, ha curato la Riforma del Sistema fiscale dello Stato. Si è dedicato pionieristicamente alla ricostruzione dei presupposti giuridici per la regolarizzazione dei capitali detenuti illegalmente, così come delle criptovalute.
È fondatore e direttore della collana Quaderni di diritto penale dell’economia (2000), direttore scientifico per il diritto tributario della collana Le Chiavi – Saperi e soluzioni de La Tribuna e direttore scientifico della collana Ipotalamo di Edizioni Cantagalli.

## Incarichi istituzionali e attività politiche
Dal 2001 al 2006 è stato iscritto al gruppo parlamentare di Forza Italia. È stato capo gruppo nella VI Commissione Finanze. Nel corso della sua attività parlamentare è stato relatore alla Camera dei Deputati della riforma tributaria del governo.
Nel gennaio 2003 ha partecipato al Forum sociale mondiale a Porto Alegre per presentare un manifesto di riforma tributaria basata sui principi di fiscalità etica. L’impianto si fondava sul concetto di contribuzione fiscale con carichi differenti per fasce di reddito e attività, facendo perno su valori ambientali e di solidarietà sociale. Sul tema si è ritrovato in aperto contrasto con il proprio partito politico, prendendo le distanze al termine della legislatura.
In ambito fiscale, tra il 2003 e il 2005 ha presentato alla Camera dei Deputati tre disegni di legge come primo firmatario:
- C. 3774 - Delega al Governo per la riforma fiscale ecologica e la promozione dello sviluppo sostenibile, presentata il 12 marzo 2003 e ritirata il 3 luglio 2003.
- C. 4130 - Delega al Governo in materia di fiscalità etica e di promozione dello sviluppo sostenibile, presentata il 2 luglio 2003[26].
- C. 5836 - Delega al Governo per l'adozione di interventi fiscali in materia di concorrenza sostenibile tra imprese, presentata l’11 maggio 2005[27].

## Incarichi professionali
Dopo le prime esperienze nello Studio Maisto e Miscali (1992–1996), nel 1997 Falsitta fonda il proprio studio professionale: Vittorio Emanuele Falsitta & Associati, con sede a Milano. Nel 2021 lo studio ha assunto la forma giuridica di società per azioni (S.p.A.)  –  prima con il nome di Vittorio Emanuele Falsitta & Partners e poi, dal 2025, di FalsittaRuffini & Partners, a seguito dell’ingresso in studio di Ernesto Maria Ruffini –  di cui è socio di maggioranza e Presidente del Consiglio di Amministrazione.
Dal 2018 al 2021 fa parte del CdA del Policlinico San Donato Milanese. Dal 2023 è Consigliere di amministrazione dell’Università Vita-Salute San Raffaele.

## Incontri pubblici e istituzionali
Vittorio Emanuele Falsitta ha partecipato a numerosi convegni, seminari e incontri istituzionali di rilievo nazionale e internazionale, intervenendo su temi legati al diritto tributario, alla fiscalità etica e alla filosofia della tecnica. Tra i principali:
- Audizione presso la Commissione bicamerale per le Riforme Istituzionali del Brasile, Brasilia, maggio 2003.
- Audizione presso la Commissione Esteri della Camera dei Deputati del Brasile, Brasilia, maggio 2003.
- Gli algoritmi al potere. Scenari geopolitici, economici e regolamentari, in collaborazione con AISES International Academy for Social and Economic Development e Fondazione Luigi Einaudi – Camera dei Deputati, Aula Gruppi Parlamentari, Roma, 17 giugno 2019[31].
- Quale Europa? Ora o mai più – Tavola rotonda, Palazzo San Macuto, Sala del Refettorio – Camera dei Deputati, Roma, 10 luglio 2019.
- Next Generation EU e sistema fiscale europeo – Audizione informale in videoconferenza presso la Nuova Aula dei Gruppi parlamentari, tenutasi durante la convocazione della XIV Commissione Politiche dell’Unione europea, nell'ambito dell'esame congiunto del “Programma di lavoro della Commissione per il 2020 – Un’Unione più ambiziosa”, del “Programma di lavoro adattato 2020 della Commissione” e della “Relazione programmatica sulla partecipazione dell’Italia all’Unione europea nell’anno 2020”, 16 giugno 2020.
- Pensiero tecnico e capitalismo. Riflessioni sull’evoluzione di una relazione complicata – Pontificia Accademia delle Scienze Sociali – Casina Pio IV, Città del Vaticano, 28 settembre 2023. Con il patrocinio del Ministero della Difesa e della Pontificia Accademia delle Scienze Sociali[32].
- G7 Difesa (Italia, 2024), con un contributo sul tema “L’Intelligenza Artificiale e le armi tra mercato, diritto e psiche”.

## Monografie
- (EN) Maisto & Miscali, Business Law Guide to Italy, CCH Europe Inc. Tax, Business and Law Publishers, 1992, ISBN 9783928947022.
- Diritto Tributario Internazionale. Dizionario Bibliografico delle Riviste Giuridiche Italiane (1973–1996), Milano, Giuffrè, 1997, ISBN 9788832433791.
- Dizionario del processo tributario. Raccolta bibliografica, Giuffrè, Milano, ISBN 9788814084607.
- Vittorio Emanuele Falsitta (a cura di), Diritto Penale Tributario – Aspetti problematici, Milano, Giuffrè, 2001, ISBN 9788814086717.
- L’ingiustizia della giustizia, Milano, Mondadori, 2001, ISBN 9788804496182.
- Lettere alla mia generazione, Milano, Sperling & Kupfer, 2004, ISBN 9788820037130.
- Fiscalità etica, Milano, Università Bocconi Editore, 2006, ISBN 9788883500732.
- Ivan Rizzi (a cura di), Genealogia dell’economia politica tra libertà e autorità, in Etica anticrisi. Per la ricchezza della Nazione, Milano, Economia delle Idee, 2009, ISBN 9788890200410.
- Legge Generale Tributaria della Repubblica Federale Tedesca (Abgabenordnung), traduzione di Vittorio Emanuele Falsitta, Milano, Giuffrè, 2011, ISBN 9788814155512.
- Italia S.p.A. Le profezie del capitale, Alessandria, Editoriale Fernando Folini, 2011, ISBN 9788872660904.
- La notte del magistrato, Alessandria, Editoriale Fernando Folini, 2013, ISBN 9788872660928.
- Contributo allo studio della collaborazione volontaria, Milano, Giuffrè, 2016, ISBN 9788814213281.
- Renato Bricchetti e Paolo Veneziani (a cura di), Trattato teorico/pratico di Diritto Penale – I Reati Tributari, Milano, Giappichelli Editore, 2017, ISBN 9788892109797.
- Prelievo fiscale e civiltà. Studi per una società di persone più uguali, Milano, Giuffrè, 2018, ISBN 9788814227271.
- Tassidermia giuridica e reincarnazione, Milano, Giuffrè Francis Lefebvre, 2021, ISBN 9788828839316.
- Vittorio Emanuele Falsitta (a cura di), Codice del nuovo processo tributario, Edizioni La Tribuna, 2023, ISBN 9788829112616.